# موريس فرنك
موريس فرنك (بالفرنسية: Maurice Franck)‏ هو ملحن فرنسي، ولد في 1897 في باريس في فرنسا، وتوفي بنفس المكان في 21 مارس 1983.